# Mesembia neovenosa
Mesembia neovenosa is een insectensoort uit de familie Anisembiidae, die tot de orde webspinners (Embioptera) behoort. 
Mesembia neovenosa is voor het eerst wetenschappelijk beschreven door Mariño & Márquez in 1994.